# Kántor Sándor (röplabdázó)

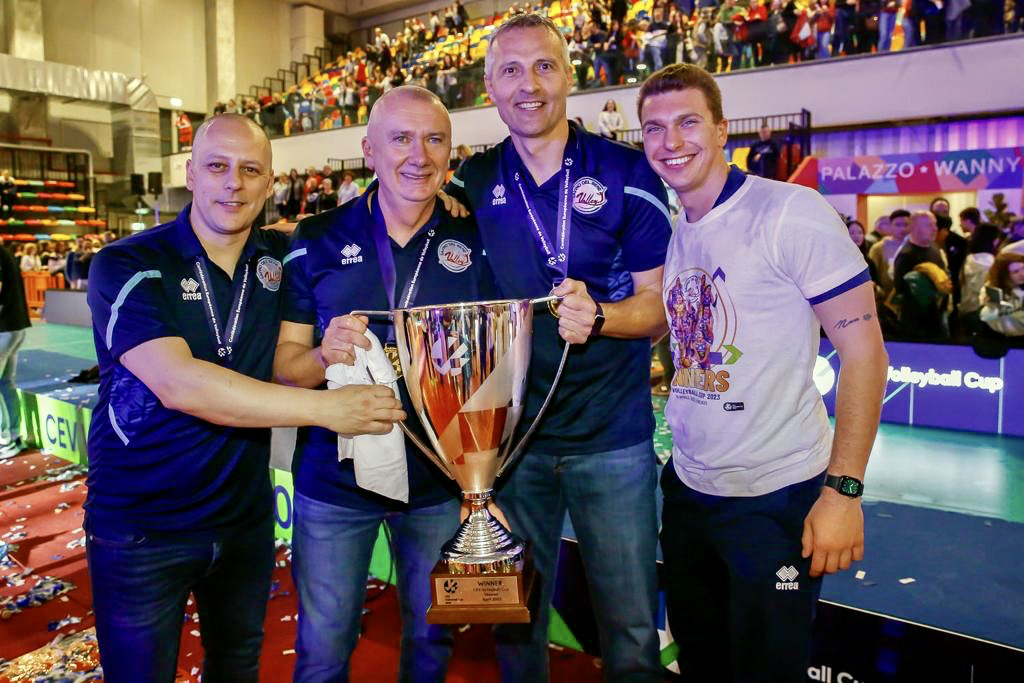
A CEV Kupával (Savino Del Bene Volley Scandicci, 2023)

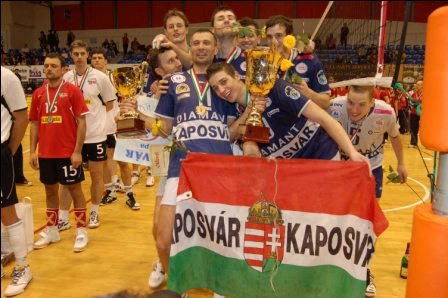
A kaposvári röplabdacsapat 2010-es kupagyőzelme

Kántor Sándor Gyula (Kaposvár, 1971. február 1. –) röplabdázó, edző. Posztja négyesütő-nyitásfogadó. A világ legjobb röplabdázói között tartották számon. Kaposváron kezdett sportolni, focizott és röplabdázott. A KASI-ban Burcsa Tibornál sajátította el az alapokat, 1986-ban jutott fel a kaposvári röplabda csapattal az NB-II-ből az első osztályba. 17 évesen kapott meghívást a felnőtt válogatottba. 1992-ben lett először magyar bajnok. 1994-ben külföldre szerződött. Játszott Németországban, Stelian Moculescu edző keze alatt formálódott világklasszis röplabdázóvá. Itáliában, a világ legerősebb bajnokságában játszott Forlíban, majd a Casa Modena Unibon csapata igazolta le, végül Cuneoban lett Olaszország legjobb röplabdázója miután 2001-ben elnyerte az  aranylabdát, mint az olasz bajnokság legjobb ütőjátékosa. Beválasztották az "All Star" csapatba is. Később Japánban ütötte a labdát, a Panasonic Panthers Osaka csapatával Ázsia kupát nyert, az Asics cég pedig röplabdacipőt nevezett el róla.   
Pályafutásának kezdete óta minden évben nyert érmet. Németországban "magyar kalapácsként" vagy "Bumm-bumm Kantor"-ként emlegették, Olaszországban Kantor-Ace-nak, azaz Kántor ásznak hívták bomba erejű nyitásai miatt. Olyan mitikus röplabdázókkal játszott egy csapatban a sportág aranykorában, mint Andrea Lucchetta, Marco Bracci, Fabio Vullo, Andrea Giani, Fefe De Giorgi, Andrea Sartoretti, Luigi Mastrangelo, Rafael Pascual.  2006-ban tért vissza külföldről szülővárosába játszani és edzősködni, a csapat ezután bekerült a Közép-Európai Liga legjobbjai közé. Öt év alatt ötször lett magyar bajnok  és ötször kupagyőztes. 2008-tól (még játékosként lett) a Magyar Férfi Röplabda Válogatott szövetségi kapitánya. 2011-ben vezetőedzőként irányította a Fino Kaposvár csapatát, de a kupadöntőben játékosként is  a pályára lépett. Teljesítményével kiérdemelte a "Magyar Kupa legértékesebb játékosa" díjat.  
2011 végén visszatért Olaszországba. Lánya, Mercedesz Modenában a Scuola di Pallavolo Anderlininél kezdett el röplabdázni, így az egyesület felkérte edzőnek. 2013-ban a Volleyrò Casal de' Pazzi akkori elnöke, Andrea Scozzese Rómába hívta a lányával együtt. Az utánpótlás egyesület célja, hogy általános iskolás kortól a középiskola befejezéséig a tanulás mellett nagyon magas szintű sportolói életpályamodelt nyújtson az egész ország területéről összeválogatott tehetséges röplabdásoknak. A csapatok a felnőtt országos bajnokságban is indulnak. A klub többször is  sporttörténelmet írt ottani edzősködése alatt: 2016-ban az U18-as csapat Kántor vezetésével megnyerte a Serie B felnőtt bajnokságot, jogot nyerve így a Serie A bajnokságban való részvételhez, ez soha addig nem sikerült utánpótláskorúakból álló csapatnak. Edzőként öt év alatt ötször lett olasz bajnok az U18-as korosztállyal, az egyesület pedig abban az időszakban tíz korosztályos bajnoki címet nyert. 2018-ban triplázással könyvelhettek el ismét történelmi sikert: az U14, U16 és U18-as csapat is megnyerte a scudettót. Soha addig egy olasz egyesületnek sem sikerült ennyi bajnoki címet begyűjtenie ilyen rövid időszak alatt. A római klubtól sok játékost igazoltak le Serie A-s csapatok és az egyesület nagyon sok fiatalt adott a felnőtt válogatottnak (Anna Danesi, Carlotta Cambi, Elena Pietrini, Sylvia Nwakalor), ahogy a junior és a pre junior válogatottnak is.  2015-ben a Volleyró öt játékosa lett U18-as világbajnok de több EB címet is elkönyvelhettek már ebben az időszakban. 
A 2018/19, 2019/20-as szezonokra visszatért Magyarországra, vezetőedzőként irányította az Extraligában induló Újpesti Torna Egylet (UTE) női röplabdacsapatát.  2021-től a Pallavolo Scandicci Savino Del Bene Serie A1-es olasz csapatnál először a világhírű edző Massimo Barbolini majd Marco Gaspari munkáját segíti. A  2021-22-es szezonban a csapat megnyerte a klub történetének első trófeáját: első helyen végeztek a Challenge Cup-ban, 2023-ban pedig CEV-kupa győztesek lettek. 2024-ben a csapat először játszott olasz bajnoki döntőt a története során, az Imoco Volley Conigliano ellen küzdöttek a Scudettóért. A 2024/25-ös szezonban ismét történelmet írtak, először jutottak be a Champions League fináléjába. Válogatottságának száma: 168 (Junior: 151). Házas, gyermekei Mercedesz (1998) és Kevin Sydney (2000). Olaszul, németül és angolul beszél.      

## Edzőként
- 5x Magyar bajnok (2007-2011)
- 5x Magyar kupagyőztes (2007-2011)
- Serie C bajnok,  Volleyrò Casal de' Pazzi (2014)
- 2x Olasz bajnok U16 lány, Volleyrò Casal de' Pazzi (2014, 2015)
- Serie B1-es felnőtt bajnoki cím, feljutás az A2-es felnőtt bajnokságba Volleyrò Casal de' Pazzi (2016)
- 5x Olasz bajnok U18 lány, Volleyrò Casal de' Pazzi (2014, 2015, 2016, 2017, 2018)
- U21 Magyar bajnok,  UTE (2019)
- Magyar Kupa 3. hely,  UTE (2020)
- Challenge Cup 1. hely, Pallavolo Scandiccci Savino Del Bene A1 (2022)
- CEV-Cup 1. hely, Pallavolo Scandicci Savino Del Bene A1 (2023)

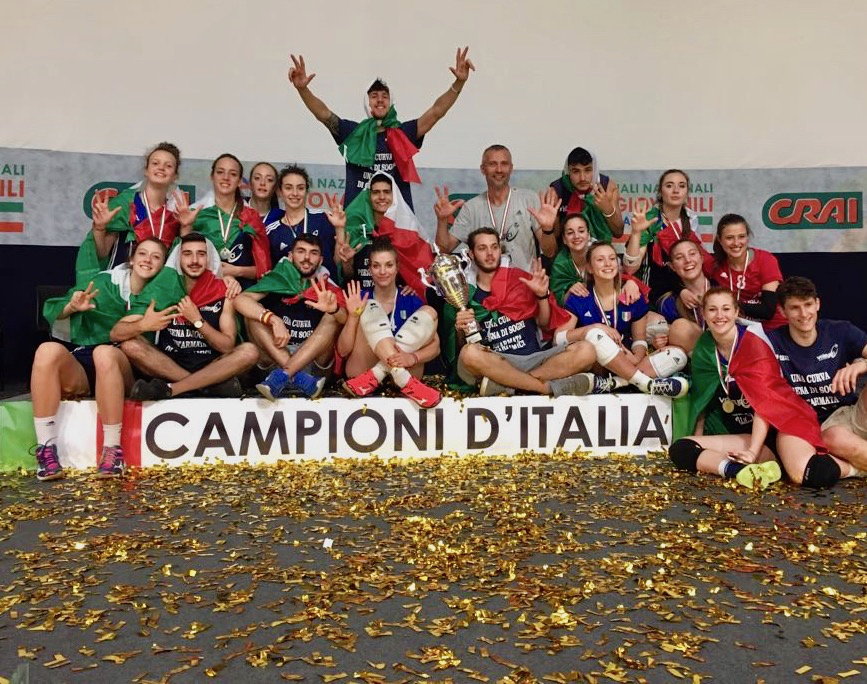
Olasz bajnok 2018, Under 18 Volleyró Casal de' Pazzi

- Olasz bajnoki döntő (2024)
- Champions League döntő (2025)

### Játékosként
- 8x Magyar Bajnok (1992, 1993, 1994, 2007, 2008, 2009, 2010, 2011)
- 7x Magyar Kupa győztes (1992, 1994, 2007, 2008, 2009, 2010, 2011)
- 2x Német Bajnok (1995, 1996)
- Bajnokok Ligája 2. hely (ASV Dachau, 1996)
- Európai Szuperkupa 2. hely (ASV Dachau, 1997)
- Német Kupa győztes (ASV Dachau, 1997)
- Olasz Szuperkupa 2. hely (Casa Modena, 1998)
- CEV-kupa 2. hely (Casa Modena, 1999)
- 2x olasz bajnoki 2. hely (Casa Modena, 1999, 2000)
- olasz bajnoki 3. hely (Alpitour Cuneo, 2001)
- Magyar válogatott: EB. 9. hely (2001)
- CEV-kupa győztes (Alpitour Cuneo, 2002)
- Olasz Kupa győztes (Alpitour Cuneo, 2002)
- 3x japán bajnoki 3. hely (2003, 2004, 2005)
- Ázsia Kupa győztes (2004)
- 4x Japán Kupa 3. hely (2003, 2004, 2005, 2006)
- Katar Kupa győztes (2005)
- Katar bajnok (2005)
- Közép-Európa Liga 3. hely (2007)

### Egyéni eredményei
- ARANYLABDA az olasz bajnokság legjobb játékosának (2001)
- 8x az „Év sportolója” Magyarországon (1991, 1992, 1993, 1994, 2001, 2002, 2007, 2009)
- „Az évtized  röplabdázója” Magyarországon (2001)
- „Német bajnokság legjobb nyitója”(1996, 1997)
- „Bajorország legjobb sportolója” 10. hely (1996)
- „Japán bajnokság legjobb ütőjátékosa” (2004)
- Saját cipőmárka Japánban (2005,ASICS)
- "Japán legjobb nyitásfogadója" (2006)
- "Príma Primissima" díj (Somogy megye, 2007)
- Sokszoros „Somogy megye legjobb sportolója”
- A Magyar Kupa legértékesebb játékosa (2011)
- FIPAV Lazio elismerés az edzői munkáért (2016)